# Anaspidoglanis macrostomus
Anaspidoglanis macrostomus és una espècie de peix de la família dels auquenoglanídids i de l'ordre dels siluriformes.

## Morfologia
- Els mascles poden assolir 24 cm de longitud total.
- Nombre de vèrtebres: 32-38.[2][3]

## Alimentació
Es nodreix de larves d'insectes, crustacis i peixets.

## Hàbitat
És un peix d'aigua dolça i de clima tropical (23 °C-27 °C).

## Distribució geogràfica
Es troba a Àfrica: conques dels rius Chiloango (Angola), Ogooué (Gabon) i Nyong, Sanaga i Dja al Camerun.